# 八ヶ岳ホースショーinこぶちさわ
八ヶ岳ホースショーinこぶちさわ（やつがたけホースショーinこぶちさわ）は山梨県北杜市小淵沢町の山梨県馬術競技場で行われるイベントである。例年7月最終土曜日、もしくは8月第一土曜日に開催されている。

## 概要
イベントが開催されている小淵沢町は「馬のまち」として知られており、馬術競技の全日本大会も行われている山梨県馬術競技場やその周辺に乗馬クラブが8ヶ所と、そこで飼育されている馬が約200頭いる。また、この地で飼育された馬は調教馬として高い評価を得て、多くの戦国ドラマ、映画などに出演している。
そんな馬との結びつきが強い小淵沢町で開催される「八ヶ岳ホースショーinこぶちさわ」は、人馬一体の華麗なる演技、クライマックスには打ち上げ花火で高原の夜空を彩る、北杜市の一大イベントとなっている。
有料観覧席も販売されており、インターネット販売・小淵沢総合支所での事前窓口販売・山梨県馬術競技場での当日窓口販売がある。
また、ホースショーの練習・リハーサルは本番の会場である山梨県馬術競技場で行われており、無料で一般に公開されている。

## 主な内容
例年行われている内容は、淵の音太鼓の演奏・著名人によるトークショー・メインイベントであるホースショー・クライマックスを飾る花火大会などである。
ここ数年でトークショーに出演した著名人は、第38回（2016年）にNHK大河ドラマ「真田丸」に出演した栗原英雄と迫田孝也、第39回（2017年）に栗原英雄がいる。また、中止となった第40回（2018年）に栗山英雄と「真田丸」の時代考証を担当した平山優に加えて、2017年に山梨県北杜市ふるさと親善大使に就任したCarlos K.が登場する予定になっていた。なお、「真田丸」には小淵沢町の馬が出演している。
メインのホースショーでは騎馬パレード、火の輪くぐり、流鏑馬などのパフォーマンスを行う。また、花火大会では約30分間に合計1500発の花火を打ち上げる。最大の大きさの花火は10号玉で、他にも大スターマインなどが披露される。

## 人出人数
近年の人出人数は次の通り。
なお第40回目となる2018年7月28日開催予定であったイベントは台風12号の接近に伴い中止となった。ただ、前日となる7月27日に予定されていたホースショーのリハーサルは決行された。
また2019年も台風6号の影響により、2020年についても新型コロナウイルス感染症流行のためそれぞれ中止となっている。
| 開催年             | 人出人数             | 出典   |
| ------------------ | -------------------- | ------ |
| 2014年（平成26年） | 14,300人             | [ 10 ] |
| 2015年（平成27年） | 13,500人             | [ 11 ] |
| 2016年（平成28年） | 14,500人             | [ 12 ] |
| 2017年（平成29年） | 9,800人              | [ 13 ] |
| 2018年（平成30年） | 台風のため中止       | [ 7 ]  |
| 2019年（令和元年） | 台風のため中止       | [ 8 ]  |
| 2020年（令和2年）  | 感染症流行のため中止 | [ 9 ]  |

## 当日のアクセス

### 鉄道
JR中央本線・小海線小淵沢駅下車後、小淵沢駅から発着するシャトルバスを利用、もしくは駅から会場まで徒歩の場合は約30分。だが坂道が多いため徒歩はおすすめできない。

### 自家用車
駐車場は会場の山梨県馬術競技場に隣接する有料駐車場、会場から離れた位置にある無料の市営駐車場（八ヶ岳スケートセンターそば）、同じく会場から離れた無料の花パークフィオーレ小淵沢駐車場がある。
なお、市営駐車場・フィオーレ小淵沢駐車場からはシャトルバスが会場まで運行されている。
また、有料駐車場は350台、市営駐車場は100台、フィオーレ小淵沢駐車場は400台収容可能となっている。
所要時間
- 中央自動車道小淵沢ICから各駐車場へ
  - 会場隣接の有料駐車場へは小淵沢ICから約5分[14]
  - 市営駐車場（八ヶ岳スケートセンターそば）へは小淵沢ICから約3分、駐車場からシャトルバスで会場へ
  - 花パークフィオーレ小淵沢駐車場へは小淵沢ICから約3分[15]、駐車場からシャトルバスで会場へ